# إيجل ليك
ايجل ليك (بالإنجليزية: Eagle Lake)‏ هي مدينة أمريكية تقع في ولاية فلوريدا. تبلغ مساحة هذه المدينة 3.7 (كم²)،ويبلغ عدد سكانها 2496 نسمة حسب إحصاء سنة 2010 م 2496.تشير إحصاءات سنة 2000م بأن الكثافة السكانية في هذه المدينة تقدر بـ(674.6) نسمة/كم2 